# Amphotis
Genre
Amphotis est un genre de coléoptères se nourrissant de sève de la famille des Nitidulidae. Il y a environ huit espèces décrites dans Amphotis.

## Classification
Le genre Amphotis est décrit en 1843 par l'entomologiste allemand Wilhelm Ferdinand Erichson (1809-1848),.

## Espèces

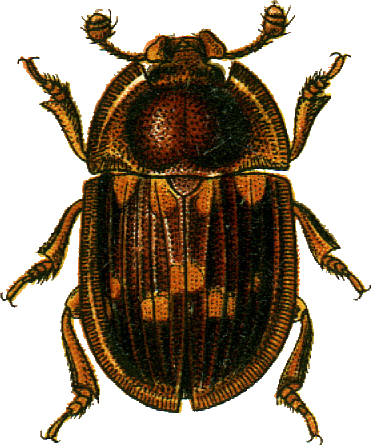
Amphotis marginata

Ces huit espèces appartiennent au genre Amphotis,, :
- †Amphotis bella Heer, 1847
- †Amphotis depressa Théobald, 1937
- Amphotis marginata (Fabricius, 1781)
- Amphotis martini C.Brisout de Barneville, 1878
- †Amphotis oeningensis Heer, 1862[2]
- Amphotis orientalis Reiche, 1861
- Amphotis schwarzi Ulke, 1887
- Amphotis ulkei LeConte, 1866

### Espèces fossiles
Trois sont des espèces fossiles :
- †Amphotis bella Heer, 1847
- †Amphotis depressa Théobald, 1937
- †Amphotis oeningensis Heer, 1862[2]

### Publication originale
- [1843] (de) W. F. Erichson, Versuch einer systematischen Eintheilung der Nitidularian, vol. 4, coll. « Zeitschrift für Entomologie », 1843, 225-361 p.